# Vanda falcata
Espèce
Classification phylogénétique
Statut CITES
Vanda falcata, l'orchidée des samouraïs, est une espèce d'Orchidaceae originaire d'Asie, appartenant au genre Neofinetia.
Le nom générique est un hommage au botaniste français Achille Eugène Finet (1862-1913), qui travailla sur les orchidées de Chine et du Japon. Elle fut découverte au Japon par Carl Peter Thunberg, qui en fit une description dans son livre Flora Japonica en 1784.
Mais elle est également décrite dans un ouvrage japonais antérieur, datant de 1728. Nommé Igansai-ranpin et écrit par Jo-an Matsuoka, il contient une description et des illustrations de Neofinetia, ainsi que de plusieurs autres genre tels que Cymbidium, Aerides, Dendrobium et Bletilla.
Il existe des liens entre cette plante et les samouraïs du Japon féodal.
Merle A. Reinikka écrit notamment, dans A History of the Orchid : « Samurai warriors grew Neofinetia falcata, known eulogistically as 'an orchid of wealth and nobility'. Many of the feudal lords were also very attached to this species, and the tale is told that they carried the plants with them on journeys between Edo, (now Tokyo) and their own dominions. »

## Noms vernaculaires
- Samurai orchid
- Wind orchid
- Fu-ran (Wind Orchid)
- Fuki-ran (Rich and Noble Orchid)

## Synonymes
- Aerides thunbergii Miq.
- Angorchis falcata (Thunb.) Kuntze
- Angraecopsis falcata (Thunb.) Schltr.
- Angraecum falcatum(Thunb.) Lindl.
- Finetia falcata (Thunb.) Schltr.
- Holcoglossum falcatum (Thunb.) Garay & H.R.Sweet
- Limodorum falcatum (Thunb.) Thunb.
- Oeceoclades falcata (Thunb.) Lindl.
- Oeceoclades lindleyi Regel
- Orchis falcata Thunb.
- Nipponorchis falcata (Thunb.) Masam.
- Vanda falcata (Thunb.) Beer